# 巢湖市第二中学
巢湖市第二中学，简称巢湖二中,为安徽省示范性高中之一。

## 学校历史
学校前身为1947年创办的私立皖光初级中学；在1952年改为公办学校；学校先后更名为巢县初级中学（1952－1959年）、巢县第二中学（1960－1968年，同时在1960年增设了高中部）、巢城中学（1969－1970年，与巢县一中合并）、巢县第二中学（1971－1983年）、巢湖市第二中学（1984年至今）。
学校先后被评定为安徽省重点初中（1956年）、巢县重点中学（1978年）、巢湖地区重点中学（1984年）、巢湖市示范完中（2000年）、安徽省示范高中（2004年）等荣誉称号。在2016年，新校区开始开工建设。